# Infanta Elena a Spaniei
Infanta Elena, Ducesă de Lugo (Elena María Isabel Dominica de Silos de Borbón y de Grecia; n. 20 decembrie 1963, Madrid) este fiica cea mai mare a regelui Juan Carlos I al Spaniei și a reginei Sofia a Spaniei. Este a treia în linia de succesiune la tronul Spaniei. Are o soră mai mică, Infanta Cristina a Spaniei, și un frate mai mic, Felipe, Prinț de Asturia.
Infanta Elena a participat la multe întâlniri oficiale în țări ca Germania, Marea Britanie, Statele Unite ale Americii, Peru, Argentina, Japonia sau Filipine ca reprezentant al casei regale spaniole. S-a căsătorit cu Jaime de Marichalar y Sáenz de Tejada, fiu al Contelui și al Contesei de Ripalda pe data de 18 martie 1995, la Catedrala din Sevilla. Atunci tatăl ei i-a acordat pe viață titlul de Ducesă de Lugo.
Împreună au doi copii: Felipe Juan Froilán de Todos los Santos de Marichalar y de Borbón și Victoria Federica de Todos los Santos de Marichalar y de Borbón. În noiembrie 2009 s-a anunțat divorțul Infantei Elena de Jaime de Marichalar. La data de 21 ianuarie 2010 divorțul a fost înregistrat în Registrul Civil al familiei regale. Jaime de Marichalar și-a pierdut titlul de duce și statutul de membru al Familiei Regale Spaniole.